# Happy Times – Ein blutiges Fest

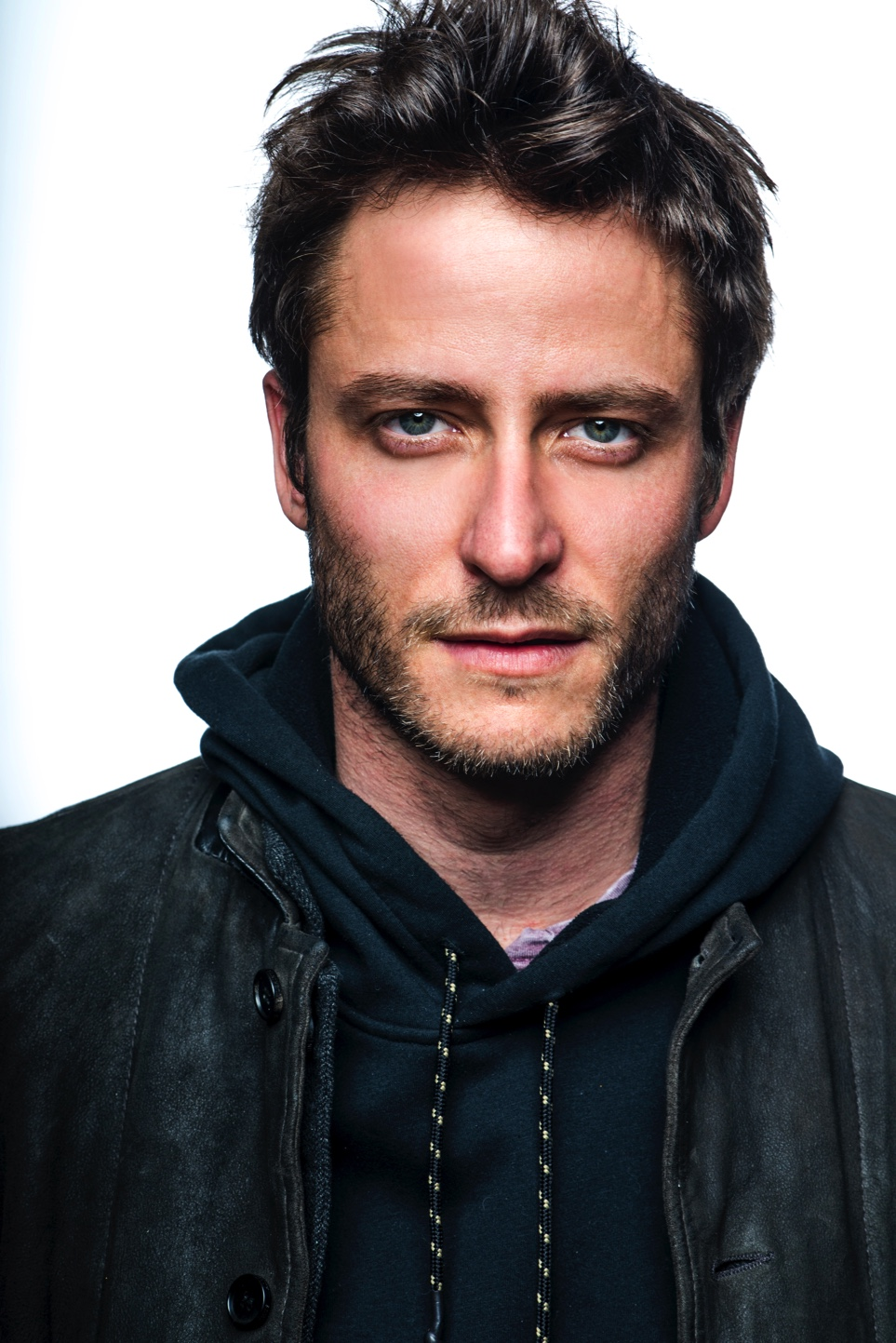
Michael Aloni spielt den unangepassten Partygast Michael (Foto von 2021)

Happy Times - Ein blutiges Fest (Originaltitel: Happy Times) ist eine israelisch-US-amerikanische schwarze Komödie aus dem Jahr 2019. Der Film hatte am 16. Oktober 2019 seine Premiere auf dem Haifa International Film Festival.

## Handlung
Das aus Israel stammende Ehepaar Sigal und Yossi lädt einige Verwandte und Geschäftsfreunde zu einem Abendessen auf ihr luxuriöses Anwesen in Los Angeles ein. Doch eine ausgelassene Stimmung kommt zwischen den neun teilnehmenden Personen nicht auf. Hinter der schicken Fassade gibt es allerlei Eheprobleme, schlechte Geschäftsbeziehungen oder einfach nur gewisse Antipathien unter den Partygästen. Es folgen hitzige Wortgefechte, bei den aufgebrachten Themen am Esstisch gibt es deutliche Meinungsverschiedenheiten und es kommt zu ersten Handgreiflichkeiten zwischen den Beteiligten. Als sich Eli, der jüngste Partygast, an Sigal heranmacht, schlägt Yossi diesen übel zusammen. Bei einem darauffolgenden Handgemenge anderer Gäste löst sich ein Schuss aus einem Gewehr, der Eli trifft und scheinbar tödlich verletzt. Die Polizei rufen können die Gäste nicht, denn ein möglicher Unfall würde die anderen Verletzungen nicht erklären. Doch bevor ein überlegter Plan umgesetzt werden kann, eskalieren die Streitigkeiten unter den Gästen immer weiter und Yossi wird von Geschäftspartner Ilan mit einem Aschenbecher erschlagen. Im weiteren Geschehen des Abends schalten sich die verbliebenen Gäste nacheinander gegenseitig aus. Todesursachen sind Stromschläge, Schusswunden, Stich- und Schnittverletzungen. Ein später zur Party hinzustoßender Rabbi wird in der Küchenspüle ertränkt. Als Sigal, die einzige Überlebende, nach all dem Chaos mit einem Gewehr die Treppe nach oben geht, steht der totgeglaubte Eli plötzlich hinter ihr. Sigal rutscht aus, ein sich dabei lösender Schluss tötet Eli endgültig. Sigal schlägt mit dem Kopf hart auf der Treppenstufe auf und bleibt mit einer stark blutenden Wunde liegen.

## Rezeption

### Kritiken
Das Lexikon des internationalen Films gibt dem Film 1 von 5 Sternen. Es schreibt: „Absurd-schwarzhumorige Splatterkomödie, in der sich die innere Biestigkeit einer materialistischen Clique makaber nach außen kehrt. Dabei fällt allerdings die Gesellschaftskritik arg dünn aus und der Film begnügt sich damit, groteske Gewalt-Spitzen aneinanderzureihen.“
Oliver Armknecht gibt dem Film in seiner Kritik auf film-rezensionen.de 5 von 10 Punkten. Regisseur und Drehbuchautor Michael Mayer schalte recht schnell in den Angriffsmodus. Problematisch sei, dass „zu viele Leute gleichzeitig herumwuseln, was das Geschehen recht unübersichtlich macht“, und sich die Zuschauer wohl schwer damit tun, für einen der Protagonisten die Daumen zu drücken. Es spiele aufgrund der gleichermaßen abscheulich dargestellten Figuren daher auch keine Rolle, „wer denn nun von diesen vorzeitig den Löffel abgibt“. Bemerkenswert sei, was in dem Film so alles zu Waffen umfunktioniert werde. Freunde von Kunstblut werde einiges geboten. Der Body Count sei hoch, der Film bleibe inhaltlich aber harmlos und beliebig; richtig zünde er nicht.